# Inika McPhersonová
Inika McPhersonová (* 29. září 1986 Galveston) je americká atletka, jejíž specializací je skok do výšky. Mezi její největší úspěchy je řazena finálová účast na halovém mistrovství USA v roce 2012 či třetí místo na otevřeném mistrovství USA v roce 2011. Účastnila se též halového mistrovství světa v atletice 2012 v tureckém Istanbulu. Její vzhled je charakteristický extravagantními účesy a na svém těle má výrazná tetování a piercingy.